# Гало (система захисту)

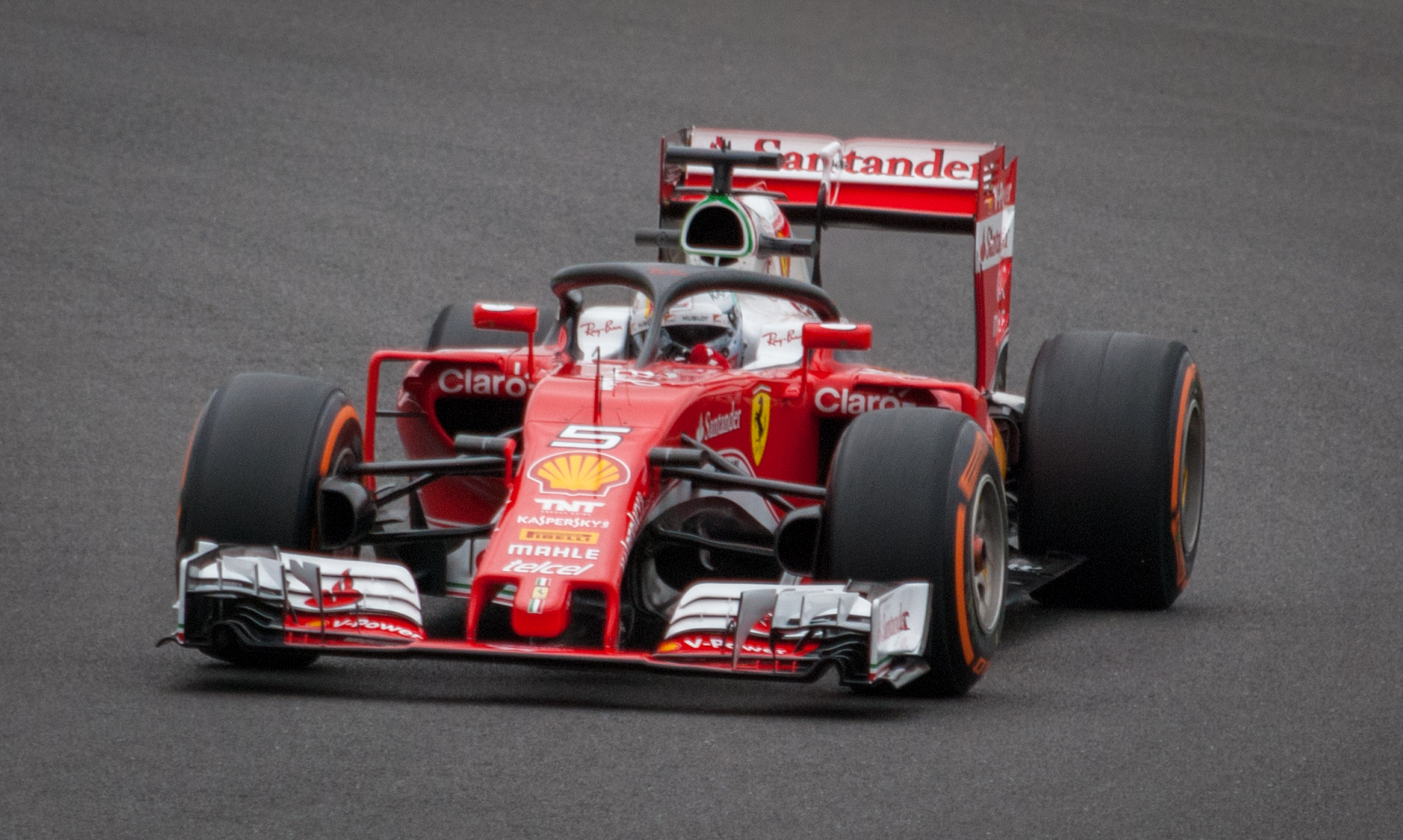
Випробування першої версії системи захисту кабіни Halo на боліді Ferrari SF16-H у 2016 році.

Гало або німб (англ. Halo) — система захисту голови пілота на спортивних автомобілях з відкритим кокпітом (кабіною). З 2018 року запроваджена у кільцевих перегонах Формули-1. Являє собою спеціальну конструкцію що огороджує зону де знаходиться шолом пілота: «обруч» що кріпиться до боліду вузькою центральною стійкою та двома кріпленнями з боків. Гало не повинно заважати огляду та швидко лишати болід.
Влітку 2017 року, Міжнародна Автомобільна Федерація (FIA) ухвалила рішення про використання системи «гало» у Формулі-1 починаючи з сезону 2018 року. Проти використання цієї системи були проти дев'ять з десяти стаєнь Формули-1, але FIA використала право впровадити «гало» з міркувань безпеки.